# Virtutes
Virtutes (Sing.: Virtus) ist ein medizinhistorischer Begriff. Er bezeichnet Eigenschaften, nach Paracelsus und Giambattista della Porta Pflanzen (und Tieren) innewohnende "Kräfte", die arzneilich genutzt werden können. Beide Ärzte gingen bei ihren Forschungen im 16. Jahrhundert davon aus, dass diese medizinisch wirksamen Kräfte anhand der Erscheinungsformen von Arzneipflanzen, den sogenannten signa erkennbar sind. So postulierten sie, dass ähnlich aussehende Pflanzen auch ähnliche Wirkungen haben. Diese Lehre wurde auch Anfang des 17. Jahrhunderts beispielsweise von Oswald Croll fortgesetzt. Bereits Ende des gleichen Jahrhunderts geriet sie jedoch in die Kritik, wurde aber im 19. Jahrhundert durch Vertreter medizinischer "Außenseitermethoden" wiederbelebt.